# Euphorbia crotonoides
Euphorbia crotonoides är en törelväxtart som beskrevs av Pierre Edmond Boissier. Euphorbia crotonoides ingår i släktet törlar, och familjen törelväxter.

## Underarter
Arten delas in i följande underarter:
- E. c. crotonoides
- E. c. narokensis